# Saint-Nizier-sur-Arroux
Saint-Nizier-sur-Arroux é uma comuna francesa na região administrativa de Borgonha-Franco-Condado, no departamento Saône-et-Loire. Estende-se por uma área de 9,91 km². Em 2010 a comuna tinha 127 habitantes (densidade: 12,8 hab./km²).